# Los Chalchaleros
Los Chalchaleros est un groupe argentin de folk, originaire de Salta, dans la province de Salta, actif entre 1948 et 2002. Il est considéré comme l'un des plus importants groupes de folk d'Argentine. Il tient son nom d'un oiseau du nord de l'Argentine, le zorzal colorado ou chalchalero (en français, le Merle à ventre roux).

## Histoire

### Débuts
Au printemps 1947, deux duos folk se forment à Salta, l'un avec Víctor José Zambrano (Cocho) et Carlos Franco Sosa (Pelusa) ; l'autre avec Aldo Saravia (el Chivo) et son cousin Juan Carlos Saravia (el Gordo). Après un concert commun, ils décident de se réunir pour former un groupe à quatre qui devient Los Chalchaleros. Après des mois de répétitions, leur premier concert eu lieu le 16 juin 1948 au théâtre Alberdi de Salta. Los Chalchaleros commencent à se faire connaitre dans leur région avec leur premier succès Lloraré. Ils intègrent alors à leur répertoire des thèmes classiques du folk, tels que El cocherito, El arriero, La López Pereyra, la Zamba de Vargas et Yo vendo unos ojos negros.
En 1949, Aldo Saravia quitte le groupe et est remplacé par José Antonio Saravia Toledo. L'année suivante, Carlos Sosa part étudier l'architecture à Cordoba, et est remplacé par Ricardo Federico Dávalos (Dicky).

### Évolution
En 1953, Ernesto Cabeza remplace Saravia Toledo, qui devient avocat. Cabeza donne à Los Chalchaleros un style distinctif, qui est appelé guitarra chalchalera. À partir de cette année, ils enregistrent leurs premiers disques. En 1956, Víctor Zambrano abandonne le groupe. Il est remplacé par Aldo Saravia qui abandonne son travail de banquier pour revenir au sein du groupe, après sept ans d'absence. En 1961, Aldo Saravia meurt dans un accident de la route. Pour le remplacer, Zambrano revient.
Dans les années 1960, des disques tels que ¡Adentro!, For export, Recordando Zambas con Los Chalchaleros et Nuestro Folklore en Hollywood sont publiés.

### Consécration

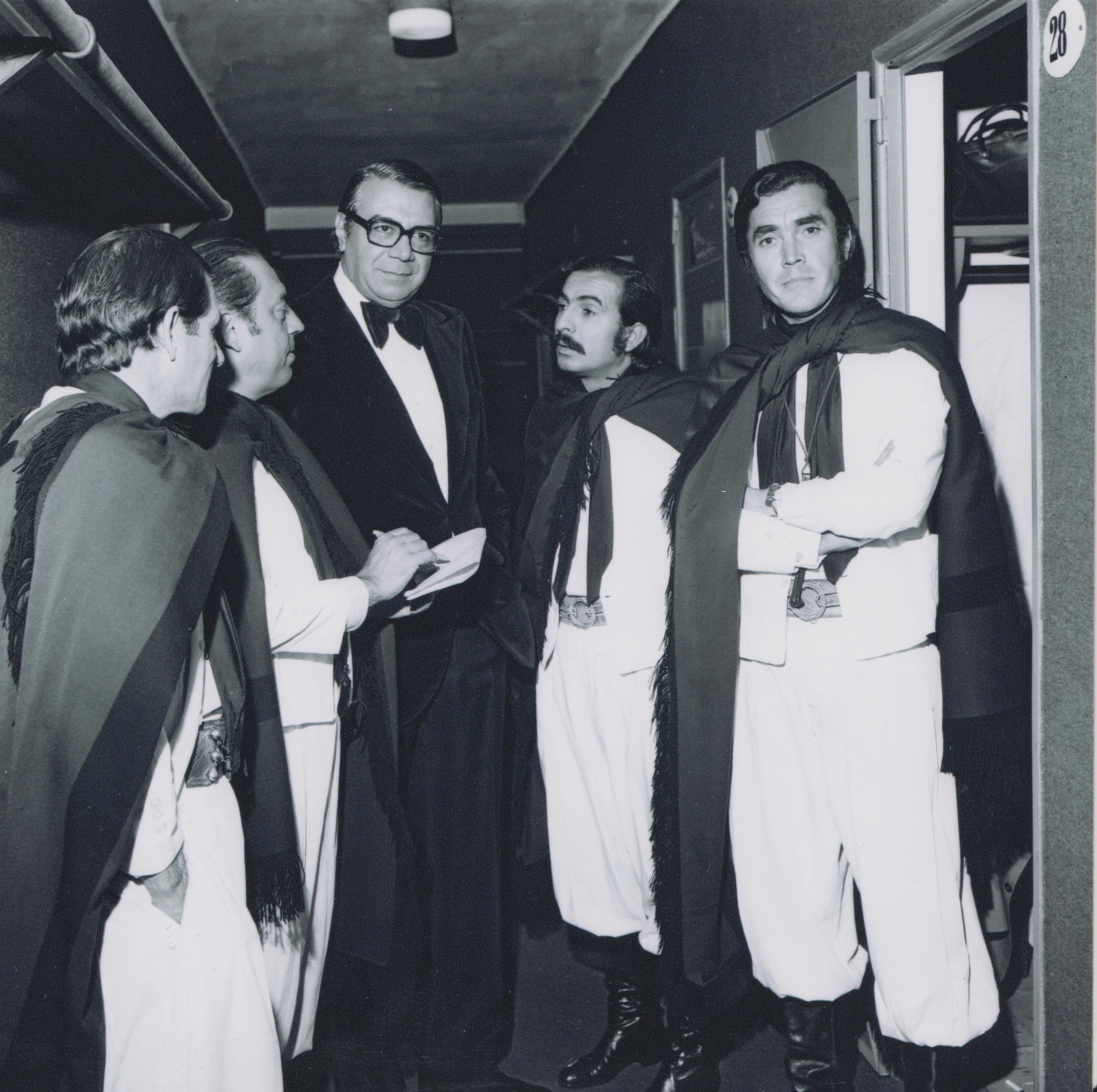
Los Chalchaleros et Ariel Ramírez au Teatro Alvear, en 1970.

En 1966, Zambrano quitte à nouveau le groupe, et est remplacé par Eduardo « Polo » Román, qui débute sur le disque En esta zamba ausente. En 1967, après 16 ans, Dicky Dávalos quitte aussi le groupe, remplacé par Francisco « Pancho » Figueroa, qui débute sur le disque Los Chalchaleros por el mundo. Le groupe, composé alors de Juan Carlos Saravia, Ernesto Cabeza, Polo Román et Pancho Figueroa remporte le Festival de Cosquín, en 1968. Dans les années 1970, Los Chalchaleros atteignent une reconnaissance internationale.
En 1980, Ernesto Cabeza, membre fondamental du groupe, meurt d'un cancer du pancréas. Juan Carlos Saravia, le seul fondateur du groupe qui en fait encore partie, décide de ne pas le remplacer. Le groupe devient alors un trio durant trois ans.

### Héritage
En 1983, Los Chalchaleros chantent à nouveau à quatre : Ernesto Cabeza, avant de mourir, avait désigné Facundo Saravia, fils de Juan Carlos, et qui jouait dans un groupe nommé Los Zorzales, comme son successeur. Il est donc intégré. En 1986, ils quittent leur éditeur RCA, qui avait travaillé avec eux durant 40 ans. En 1987 ils signent un contrat avec Microfón. En 1988, ils fêtent les 40 ans du groupe avec un concert au Teatro Colón. En 1991 ils quittent Microfón et signent un contrat avec DBN (Distribuidora Belgrano Norte) avec qui ils enregistrent leurs derniers albums.
Pour les 50 ans du groupe, en 1998, DBN publie cinq CD avec les plus grands succès du groupe. De plus, Los Chalchaleros réalisent une série de concerts à Buenos Aires. En 2000, Los Chalchaleros enregistrent leur dernier album en studio, Todos somos Chalchaleros, sur lequel ils chantent avec de grandes figures du folklore, comme Les Luthiers, Eduardo Falú, Joan Manuel Serrat, le Dúo Coplanacu, entre autres.
En 2001, Los Chalchaleros préparent leurs adieux. Ces adieux commencent à Buenos Aires et se terminent au Stade Delmi de Salta, durant une veillée intitulée La Noche Final, où sont invités el Chaqueño Palavecino, Los Nocheros, Juan Carlos Baglietto. Los Chalchaleros mettent ainsi fin à leur carrière le 16 juin 2002, 54 ans après leur naissance.
Tout au long de leur carrière, Los Chalchaleros ont publié presque 50 disques, et ont rendu populaires des styles folkloriques argentins tels que la zamba, la cueca, la chacarera, el gato ou le chamamé.
Los Chalchaleros ont été un des groupes argentins de folk les plus importants de l'histoire de cette musique. Leurs adieux ont représenté une tournée mémorable à travers l'Argentine et d'autres pays. Ils ont développé un style inégalable et inimitable dans leurs interprétations.

## Discographie
- 1956: Éxitos de Los Chalchaleros I
- 1956: Éxitos de Los Chalchaleros II
- 1958: Los Chalchaleros
- 1958: Chakai manta
- 1959: Tierra querida
- 1959: El arriero va
- 1959: Por la Cuesta del Totoral
- 1960: En la noche
- 1962: Alma salteña
- 1962: ¡Adentro! (grabado en septiembre de 1962).
- 1962: Los Chalchaleros 4 saludos
- 1964: Chalchaleros for export
- 1965: Nuestro folklore en Hollywood
- 1965: Recordando zambas con...
- 1966: En esta zamba ausente
- 1967: Por el mundo
- 1967: Otra vez
- 1968: 20 años de canto, Vol. 1
- 1968: 20 años de canto, Vol. 2
- 1969: Chiquilin
- 1970: Un día con...
- 1971: Recordándote
- 1972: La cerrillana
- 1973: Quiero nombrar a mi pago
- 1974: Sus grandes éxitos
- 1974: 25 años de canto
- 1975: La historia de Los Chalchaleros
- 1976: Patios de la casa vieja
- 1977: Del ’78
- 1978: 30 aniversario
- 1979: Con Alain Debray
- 1981: Vivo en tu amor
- 1982: Latinoamérica
- 1983: Al amigo Ernesto Cabeza
- 1984: La Argentina que yo quiero
- 1985: Salta la Linda
- 1986: Si de cantar se trata
- 1988: Un canto de 40 años (2 CD).
- 1989: La Historia de Los Chalchaleros-33 Grandes éxitos enganchados I
- 1990: La Historia de Los Chalchaleros-33 Grandes éxitos enganchados II
- 1991: Juntando sueños
- 1994: En Europa
- 1994: En Europa II
- 1995: Adentro...
- 1996: Memoria de un tiempo vivo
- 1997: Serie platino
- 1998: Una leyenda: 50 años (5 CD)
- 2000: Todos somos chalchaleros
- 2002: Folklore Del Sur
- 2004: Adiós chalchaleros (vivo) (2 CD).
- 2004: La noche final
- 2004: Por siempre
- 2005: Lloraré
- 2005: Zamba de la siembra
- 2006: The originals
- 2008: Folclore, La colección
- 2009: Noches de Salta
- 2011: La nochera (serie Sentir el folklore).
- 2011: Serie 2000
- 2011: 50 años de canto
- 2011: Serie Arco iris
- 2011: Serie Arco iris II
- 2011: La olla y locro (Collection Sentir el folklore).
- 2011: El cocherito (Collection Sentir el folklore).
- 2011: La pobrecita (Collection Sentir el folklore).
- 2011: La López Pereyra (serie Sentir el folklore).